# Chinese zum Mitnehmen
Chinese zum Mitnehmen ist ein argentinischer Spielfilm aus dem Jahr 2011. Regie führte Sebastián Borensztein. Die Komödie handelt von der Begegnung eines argentinischen Eisenwarenhändlers mit einem Chinesen, der auf der Suche nach seinem Onkel nach Buenos Aires gekommen ist, ohne ein Wort Spanisch zu sprechen.

## Handlung
Im chinesischen Fucheng macht der 25-jährige Jun mit seiner Verlobten eine Bootsfahrt. Als er ihr gerade einen Heiratsantrag machen will, wird das Boot von einer vom Himmel herabfallenden Kuh getroffen. Nur Jun überlebt.
Auf der anderen Seite der Erdkugel führt der Einzelgänger Roberto ein Eisenwarengeschäft in Buenos Aires. Der Tagesablauf ist fest eingeteilt, jeden Abend Punkt 23 Uhr löscht er das Licht, um zu schlafen. Er liebt es, skurrile Meldungen aus Zeitungen auszuschneiden und in ein Album einzukleben. Die zaghaften Annäherungsversuche von Marí, der Schwester eines Freundes, prallen an dem meist Schlechtgelaunten ab. Eines Tages wird das eintönige Leben Robertos durcheinandergewirbelt. Während er am Flughafen ein Picknick macht, wird in seiner Nähe der Chinese Jun aus einem Taxi geworfen. Roberto versucht ihm zu helfen, doch Jun spricht kein Wort Spanisch. Roberto nimmt ihn eher widerwillig bei sich auf, und als sich herausstellt, dass dieser nach seinem Onkel sucht, hilft er ihm bei der Suche. Da der Onkel aber inzwischen nicht mehr an der Adresse wohnt, die Jun kennt, ist dies nicht einfach. Die Polizei und die Chinesische Botschaft erweisen sich als wenig hilfsbereit und Robertos Jähzorn führt immer wieder zu Schwierigkeiten.
Dank eines argentinisch-chinesischen Essensboten, der sich als Übersetzer zur Verfügung stellt, erfahren Roberto und Jun mehr voneinander. Roberto erzählt, wie ihn seine Erlebnisse als Soldat während des Falkland-Kriegs zur Überzeugung brachten, dass das Leben völlig sinnlos sei. Um dies zu dokumentieren, sammelt er die vorgenannten Zeitungsausschnitte. Er liest Jun aus seiner Sammlung die Nachricht mit der vom Himmel gefallenen Kuh vor – und erfährt, dass diese sonderbare, tragische Begebenheit der Beginn von Juns Entwurzelung war.
Am Ende findet Jun seinen Onkel und Roberto überwindet seine Verbitterung.

## Kritiken
„Nach und nach entwickelt sich Sebastián Borenzsteins Film (…) von einer etwas schematisch wirkenden Geschichte, in der gegensätzliche Figuren aufeinander treffen, zu einer subtilen, melancholischen Erzählung über die Unwägbarkeit des Schicksals.“

„Un cuento chino, so der spanische Titel von Chinese zum Mitnehmen, bedeutet soviel wie Märchen oder Lügengeschichte. Borensztein will mit seinem Film eine Parabel auf die Einsamkeit, in der man es sich gemütlich machen kann und dabei sein Leben verpassen, erzählen. Den harmlosen Klamauk um den Chinesen Jun hätte er nicht gebraucht, um diese Lehre zu ziehen.“

„Die Kuh stürzt. Märchen aus Buenos Aires: Chinese zum Mitnehmen.“

„‚Chinese zum Mitnehmen‘ bietet genau die richtige Mischung aus schwermütigen Emotionen und schwarzem Humor. Auch wenn die Geschichte nachdenklich stimmt, verlässt man das Kino garantiert mit guter Laune.“

## Sonstiges
- Der Abspann des Films zeigt, dass die fallende Kuh, die aus einer Frachtmaschine auf ein Fischerboot stürzte, auf einer realen Begebenheit beruht. Hierzu wird ein Ausschnitt aus einer Nachrichtensendung im Fernsehen gezeigt. Hierbei handelt es sich allerdings um eine (Falsch-)Meldung die 1997 tatsächlich ihren Weg in die argentinische Tageszeitung Clarín gefunden hatte.[2] Barbara Mikkelson zeichnet auf den „Urban Legends Reference Pages“ die Entstehungsgeschichte dieser Zeitungsente nach.[3]